# Питър Коноли
Питър Коноли (на английски: Peter Connolly) е британски историк, археолог и илюстратор.

## Биография
Роден е на 8 май 1935 година. Завършва Брайтънския колеж по изкуства и занаяти, днес част от Брайтънския университет. От 70-те години издава няколко илюстрирани книги за военната история през Античността.
Умира на 2 май 2012 година.